# 스파인팜 레코드
스파인팜 레코드(Spinefarm Records)는 핀란드 헬싱키에 위치한 헤비 메탈 전문 음반사이다.
주로 유니버설 뮤직과 센츄리 미디어 레코드에서 배급했었지만, 2002년부터 유니버설 뮤직 하에 본격적인 협업 체제를 확립하였다. 해외로도 2007년 8월 영국, 2012년 3월에는 일본에 진출했다. 현재는 미국 뉴욕에 스파인 팜 USA (Spinefarm USA), 영국 런던에 스파인팜 UK (Spinefarm UK)로 각각 사무실을 두고 있다.

## 밴드

### 스파인팜
- 안티 플래그
- 빌리 탤런트
- 불릿 포 마이 밸런타인
- 칠드런 오브 보돔
- Chthonic
- 다크 트랭퀼리티
- 드래곤포스
- 에미그레이트
- 핀트롤
- 파이브 핑거 데스 펀치
- 헬로윈
- 킬링 조크
- 무크 (밴드)
- 나이트위시
- 노더
- 사티리콘 (밴드)
- 시더 (밴드)
- 시너지 (밴드)
- 소나타 아티카
- 타자 투루넨
- 베놈 (밴드)

### 캔들라이트
- 엠퍼러 (밴드)

### 스네이크팜
- 빌리 기본스
- 에릭 처치